# Bonduelle
Bonduelle S.A. er en fransk producent af forarbejdede grøntsager. Virksomheden blev etableret i 1853.